# Nîmes Olympique 1991-1992
Questa voce raccoglie le informazioni riguardanti il Nîmes Olympique nelle competizioni ufficiali della stagione 1991-1992. 

## Maglie e sponsor
Lo sponsor tecnico per la stagione 1991-1992 è Adidas, mentre lo sponsor ufficiale è cataVANA.
| Manica sinistra · Manica sinistra · Maglietta · Maglietta · Manica destra · Manica destra · Pantaloncini · Pantaloncini · Calzettoni |

## Rosa
| N. |                           | Ruolo | Calciatore       |
| -- | ------------------------- | ----- | ---------------- |
|    | Francia (bandiera)        | P     | Lionel Perez     |
|    | Francia (bandiera)        | D     | William Ayache   |
|    | Francia (bandiera)        | D     | Michel Catalano  |
|    | Francia (bandiera)        | D     | Didier Combe     |
|    | Argentina (bandiera)      | D     | José Cuciuffo    |
|    | Francia (bandiera)        | D     | Philippe Sirvent |
|    | Cecoslovacchia (bandiera) | D     | Dušan Tittel     |
|    | Francia (bandiera)        | D     | Franck Touron    |
|    | Francia (bandiera)        | C     | Fouzi Alidra     |
|    | Francia (bandiera)        | C     | Frédéric Arpinon |
|    | Francia (bandiera)        | C     | Gérard Bernardet |

| N. |                           | Ruolo | Calciatore          |
| -- | ------------------------- | ----- | ------------------- |
|    | Francia (bandiera)        | C     | Vincent Bracigliano |
|    | Costa d'Avorio (bandiera) | C     | Guy Demel           |
|    | Marocco (bandiera)        | C     | Aziz El Ouali       |
|    | Francia (bandiera)        | C     | Alain Espeisse      |
|    | Francia (bandiera)        | C     | Éric Garcin         |
|    | Francia (bandiera)        | C     | Jean-Claude Lemoult |
|    | Francia (bandiera)        | C     | Bruno Pabois        |
|    | Francia (bandiera)        | C     | Philippe Vercruysse |
|    | Costa d'Avorio (bandiera) | A     | Aboubacar Cissé     |
|    | Francia (bandiera)        | A     | Ahmed Maharzi       |
|    | Francia (bandiera)        | A     | Grégory Meilhac     |